# Munditia tryphenensis
Munditia tryphenensis là một loài ốc biển nhỏ, là động vật thân mềm chân bụng sống ở biển trong họ Liotiidae. This species occurs on North Island, New Zealand.